# Listronotus
Genre
Listronotus est un genre d'insectes coléoptères de la famille des Curculionidae, qui comprend de nombreuses espèces originaires d'Amérique du Nord et d'Amérique du Sud.

## Synonymes
Selon GBIF (22 décembre 2016)  :
- Aulametopiellus Brèthes, 1926
- Hyperodes Jekel, 1865
- Macrops Kirby Richardson, 1837
- Mascaranxia Bosq, 1935
- Mascarauxia Desbrochers, 1898
- Pseudhyperodes Hustache, 1939
- Relistrodes Brèthes, 1910

## Liste d'espèces
Selon Catalogue of Life (22 décembre 2016) :
- Listronotus americanus LeConte, J.L., 1876
- Listronotus appendiculatus Boheman, C.H. in Schönherr, C.J., 1842
- Listronotus arizonicus O'Brien, 1981
- Listronotus bagoiformis Champion, G.C., 1902
- Listronotus blandus Henderson LS, 1941
- Listronotus blatchleyi Henderson LS, 1941
- Listronotus borrichiae O'Brien, 1981
- Listronotus burkei O'Brien, 1981
- Listronotus callosus LeConte, J.L., 1876
- Listronotus caudatus LeConte, J.L., 1876
- Listronotus conabilis O'Brien, 1981
- Listronotus cribricollis LeConte, J.L., 1876
- Listronotus crypticus O'Brien, 1981
- Listronotus debilis Blatchley & Leng, 1916
- Listronotus dietzi O'Brien, 1979
- Listronotus distinctus Henderson LS, 1941
- Listronotus distinguendus Schenkling S. & Marshall, G.A.K., 1931
- Listronotus durangoensis O'Brien, 1977
- Listronotus echinodori O'Brien, 1977
- Listronotus elegans Van Dyke, 1929
- Listronotus elegantulus O'Brien, 1981
- Listronotus fasciatus O'Brien, 1981
- Listronotus floridensis Blatchley & Leng, 1916
- Listronotus frontalis LeConte, J.L., 1876
- Listronotus gracilis LeConte, J.L., 1876
- Listronotus impressifrons LeConte, J.L., 1876
- Listronotus impressus Van Dyke, 1929
- Listronotus inaequalis LeConte, J.L., 1876
- Listronotus ingens Henderson LS, 1941
- Listronotus insignis Henderson LS, 1941
- Listronotus latiusculus LeConte, J.L., 1876
- Listronotus leechi Sleeper, 1955
- Listronotus leucozonatus Chittenden, 1926
- Listronotus manifestus Henderson,
- Listronotus marginalis O'Brien, 1977
- Listronotus marshalli O'Brien, 1981
- Listronotus meridionalis O'Brien, 1977
- Listronotus muratus Scudder, S.H., 1890
- Listronotus nebulosus LeConte, J.L., 1876
- Listronotus neocallosus O'Brien, 1981
- Listronotus nevadicus LeConte, J.L., 1876
- Listronotus nigropunctatus O'Brien & Wibmer, 1982
- Listronotus obliquus LeConte, J.L., 1876
- Listronotus oregonensis LeConte, J.L., 1876
- Listronotus pallidus O'Brien, 1981
- Listronotus palustris Blatchley, W.S. & Leng, C.W., 1916
- Listronotus plumosiventris O'Brien, 1977
- Listronotus pseudosetosus O'Brien, 1981
- Listronotus punctiger LeConte, J.L., 1876
- Listronotus rotundicollis LeConte, J.L.,
- Listronotus rubtzoffi O'Brien, 1981
- Listronotus rudipennis Blatchley & Leng, 1916
- Listronotus salicorniae O'Brien, 1981
- Listronotus scapularis Casey, T.L., 1895
- Listronotus setosus LeConte, J.L., 1876
- Listronotus similis Henderson LS, 1941
- Listronotus sordidus LeConte, J.L., 1876
- Listronotus squamiger LeConte, J.L., 1876
- Listronotus sulcirostris LeConte, J.L., 1876
- Listronotus suturalis O'Brien, 1981
- Listronotus teretirostris LeConte, J.L., 1876
- Listronotus tessellatus Casey, T.L., 1895
- Listronotus tuberosus LeConte, J.L., 1876
- Listronotus turbatus O'Brien, 1981

Selon Paleobiology Database (22 décembre 2016) :
- Listronotus muratus